# 세이부 백화점

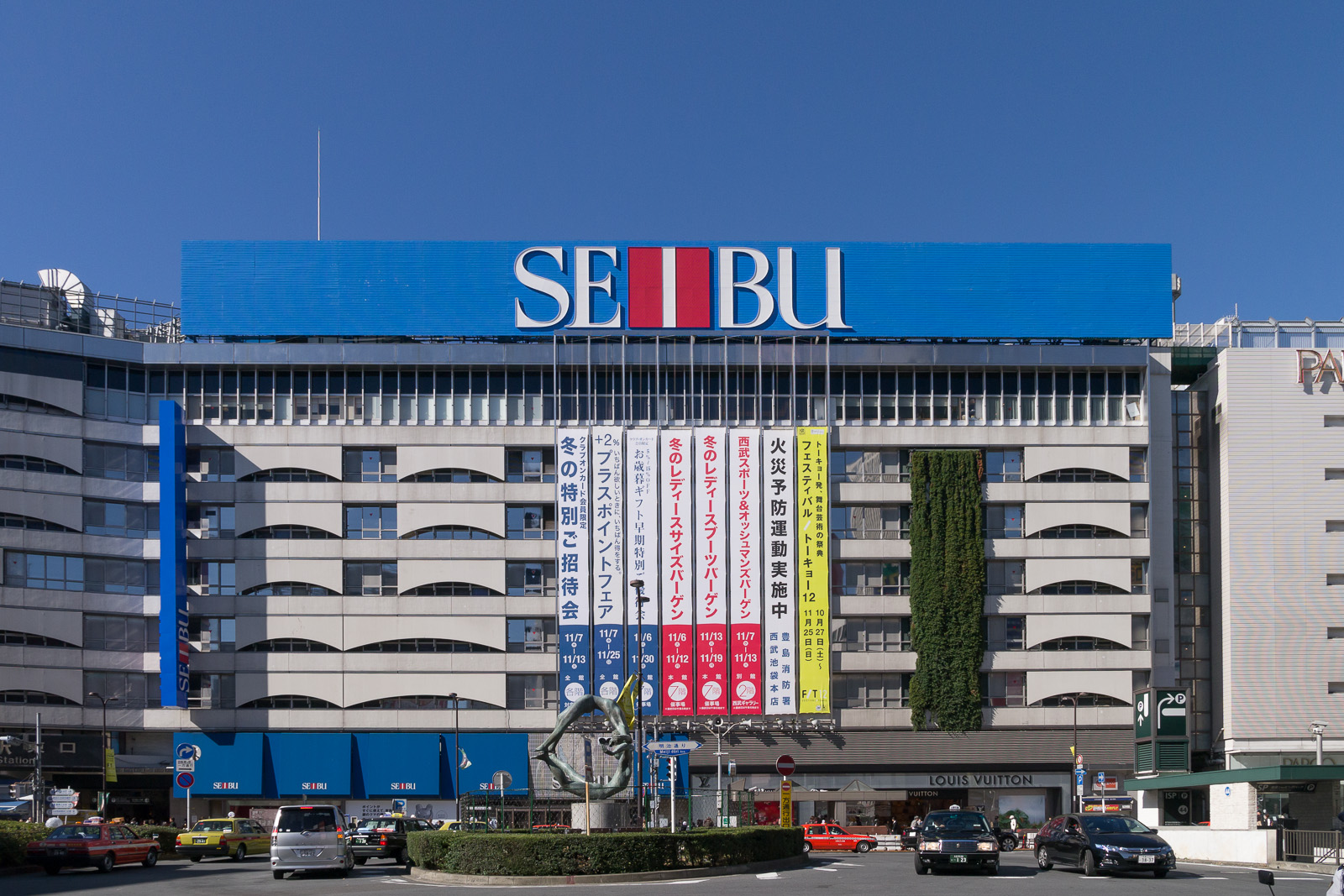

주식회사 세이부 백화점 (西武百貨店 , せいぶひゃっかてん, 영어: The Seibu Department Stores,Ltd.)은 일본의 백화점이다. 세븐앤아이 홀딩스 산하의 주식회사 소고세이부(株式会社そごう・西武)가 운영중이다. 2009년 8월 1일자로 주식회사 밀레니엄 리테일링, 주식회사 세이부 백화점, 주식회사 소고의 3사가 합병하여 주식회사 소고세이부(株式会社そごう・西武)가 되었다. 합병 전 세이부 백화점은 종합유통 그룹인 세븐 그룹의 중심 기업이었으며, 그 이전에는 현 미즈호 그룹, 구 다이이치칸교 은행 그룹의 일원이기도 했다.

## 같이 보기
- 소고 (백화점)